# Моралиоглу, Эрдем
Эрдем Моралиоглу МБЕ (тур. Erdem Moralıoğlu, род. в ноябре 1977 года) — британский модельер, основатель модного бренда Erdem.

## Ранние годы
Моралиоглу родился в Монреале, (Канада), в семье отца-турка и матери-англичанки (урождённой Дживонс). Он жил на два города, Монреаль и Бирмингем. Будучи выпускником колледжа Марианополис, Моралиоглу получил степень бакалавра в области моды в Политехническом институте Райерсона в Торонто, Канада, а затем работал стажером у Вивьен Вествуд. В 2000 году он переехал в Лондон изучать моду в Королевском колледже искусств по стипендии Шевенинга.

## Карьера
Моралиоглу переехал в Нью-Йорк, а затем вернулся в Лондон, чтобы основать свой собственный бренд Erdem в 2005 году.
В 2014 году Моралиоглу был признан дизайнером женской одежды года по версии Британского совета моды. В 2017 году он стал международным канадским дизайнером года на Canadian Arts & Fashion Awards.
В 2017 году бренд Erdem сотрудничал с H&M, разработав первую коллекцию для мужчин, режиссёр Баз Лурманн создал визуальные эффекты для кампании.
В 2018 году Моралиоглу разработал костюмы для 24 артистов балета, выступавших в постановке Кристофера Уилдона "Корибантические игры" в Королевском оперном театре в Лондоне.
Моралиоглу был назначен кавалером ордена Британской империи (MBE) в честь Дня рождения в 2020 году за заслуги в области моды.
В 2021 году бренд расширился до разработки мужской одежды.
22 июня 2024 года в поместье Чатсуорт-хаус откроется выставка "Erdem: Воображаемые разговоры", посвященная коллекции бренда весна—лето 2024.

## Личная жизнь
Моралиоглу живёт и управляет студией в Бетнал Грин, восточный Лондон. У него есть сестра-близнец Сара, которая снимает телевизионные документальные фильмы о географии и естественной истории. С 2018 года состоит в гей-браке с архитектором Филипом Джозефом.